# モンテスパン
モンテスパン （Montespan）は、フランス、オクシタニー地域圏、オート＝ガロンヌ県のコミューン。

## 地理
サン＝ゴーダンスの都市圏に含まれ、県南部、コマンジュ地方に属する。サン＝ゴーダンスの東約14kmにある。

## 歴史
ガロ＝ローマ人は、パンテオン・ピレネアン（fr:Panthéon pyrénéen、ローマによる征服前からピレネー山中に存在した、多神教崇拝の場所）を目撃していた。

## 人口統計
| 1962年 | 1968年 | 1975年 | 1982年 | 1990年 | 1999年 | 2006年 | 2012年 |
| ------ | ------ | ------ | ------ | ------ | ------ | ------ | ------ |
| 485    | 479    | 432    | 428    | 398    | 422    | 434    | 444    |

source=1999年までLdh/EHESS/Cassini、2004年以降INSEE

## 史跡
- モンテスパン洞窟 - ノルベール・カステレが発見。歴史文化財
- モンテスパン城 - 13世紀の城。現在は廃墟。歴史文化財
- サンタンドレ教会